# پورتاکومارو
پورتاکومارو (به ایتالیایی: Portacomaro) یک کومونه در ایتالیا است که در استان آسته واقع شده‌است.

## خصوصیات
پورتاکومارو ۱۰٫۹ کیلومترمربع مساحت و ۱٬۹۷۶ نفر جمعیت دارد.